# Mordellistena hollandica
Mordellistena hollandica is een keversoort uit de familie spartelkevers (Mordellidae). De wetenschappelijke naam van de soort is voor het eerst geldig gepubliceerd in 1966 door Ermisch.